# Хлорит свинца(II)
Хлорит свинца(II) — неорганическое соединение,
соль свинца и хлористой кислоты
с формулой Pb(ClO2)2,
жёлтые кристаллы,
слабо растворяется в воде.

## Получение
- Обменная реакция хлорита натрия и растворимой соли свинца:

{\displaystyle {\mathsf {Pb(NO_{3})_{2}+2NaClO_{2}\ {\xrightarrow {}}\ Pb(ClO_{2})_{2}\downarrow +2NaNO_{3}}}}

## Физические свойства
Хлорит свинца(II) образует жёлтые кристаллы
тетрагональной сингонии, пространственная группа P 4/mmm, параметры ячейки a = 0,414 нм, c = 0,625 нм, Z = 1.
Есть данные о структуре
ромбической сингонии, пространственная группа C cca, параметры ячейки a = 0,6004 нм, b = 1,2504 нм, c = 0,6010 нм, Z = 4,
структура типа хлорита кальция

## Химические свойства
- Хлорит свинца(II) при нагревании разлагается на хлорид и перхлорат свинца или на хлорид и кислород, в зависимости от скорости нагревания[2].
- Взрывается при нагревании выше 100 °C или при трении с сульфидом сурьмы или чистой серой[3].
- Углерод, красный фосфор или сера быстро окисляются хлоритом[3].